# Jean-Paul Wahl
Pour les articles homonymes, voir Wahl (homonymie).
 (novembre 2019).
Si vous disposez d'ouvrages ou d'articles de référence ou si vous connaissez des sites web de qualité traitant du thème abordé ici, merci de compléter l'article en donnant les références utiles à sa vérifiabilité et en les liant à la section « Notes et références ».
Jean-Paul Wahl, né à Uccle le 17 novembre 1955, est un homme politique belge, membre du Mouvement réformateur (MR).
Il exerce jusqu'en 2018 les fonctions de bourgmestre en titre de Jodoigne (Brabant wallon), député régional wallon, député de la Communauté française et Sénateur. Il est également Président de la fédération MR du Brabant wallon et chargé de mission Europe de l'Assemblée Parlementaire de la Francophonie (APF).

## Carrière politique

### Ville de Jodoigne
Jean-Paul Wahl a été pour la première fois candidat aux élections communales à Jodoigne en octobre 1988, sur la liste de l'Union communale (UC) menée par Louis Michel. Une réussite puisqu'il sera d'emblée élu conseiller avant de devenir échevin de la Culture en 1991.  Au scrutin suivant, en 1994, Jean-Paul Wahl se voit confirmé dans ses fonctions d'échevin, recevant, outre la Culture, des compétences telles que les Finances. En 1999, à la suite des élections fédérales, Louis Michel, alors bourgmestre de Jodoigne, devient ministre des Affaires étrangères. C'est Jean-Paul Wahl qui le remplacera au mayorat, devenant bourgmestre faisant fonction de la cité de la Gadale.  Un rôle qu'il gardera après les élections de 2000, devenant par contre bourgmestre en titre en 2004. 
Le scrutin d'octobre 2006, pour lequel il est pour la première fois tête de liste, ne changera pas la donne, l'Union communale gardant sa majorité absolue. Idem en 2012.  De par ses fonctions de mayeur de Jodoigne, Jean-Paul Wahl a durant de nombreuses années assumé la charge de président de la zone de police dite « de Jodoigne » avant de devenir « Brabant wallon Est », étant notamment chargé de la mise sur pied de cette zone pilote qui couvrait (et couvre toujours) les entités d'Hélécine, Jodoigne, Orp-Jauche, Perwez et Ramillies.
Pour le scrutin communal d'octobre 2018, Jean-Paul Wahl a occupé la dernière place de la liste Union Communale, laissant le leadership à Jean-Luc Meurice. L'UC a, à nouveau, rallié la majorité des sièges au conseil. Ayant obtenu le meilleur score de la liste, Jean-Luc Meurice a pris la succession de Jean-Paul Wahl au mayorat de la cité de la Gadale.

### Région wallonne et Communauté française

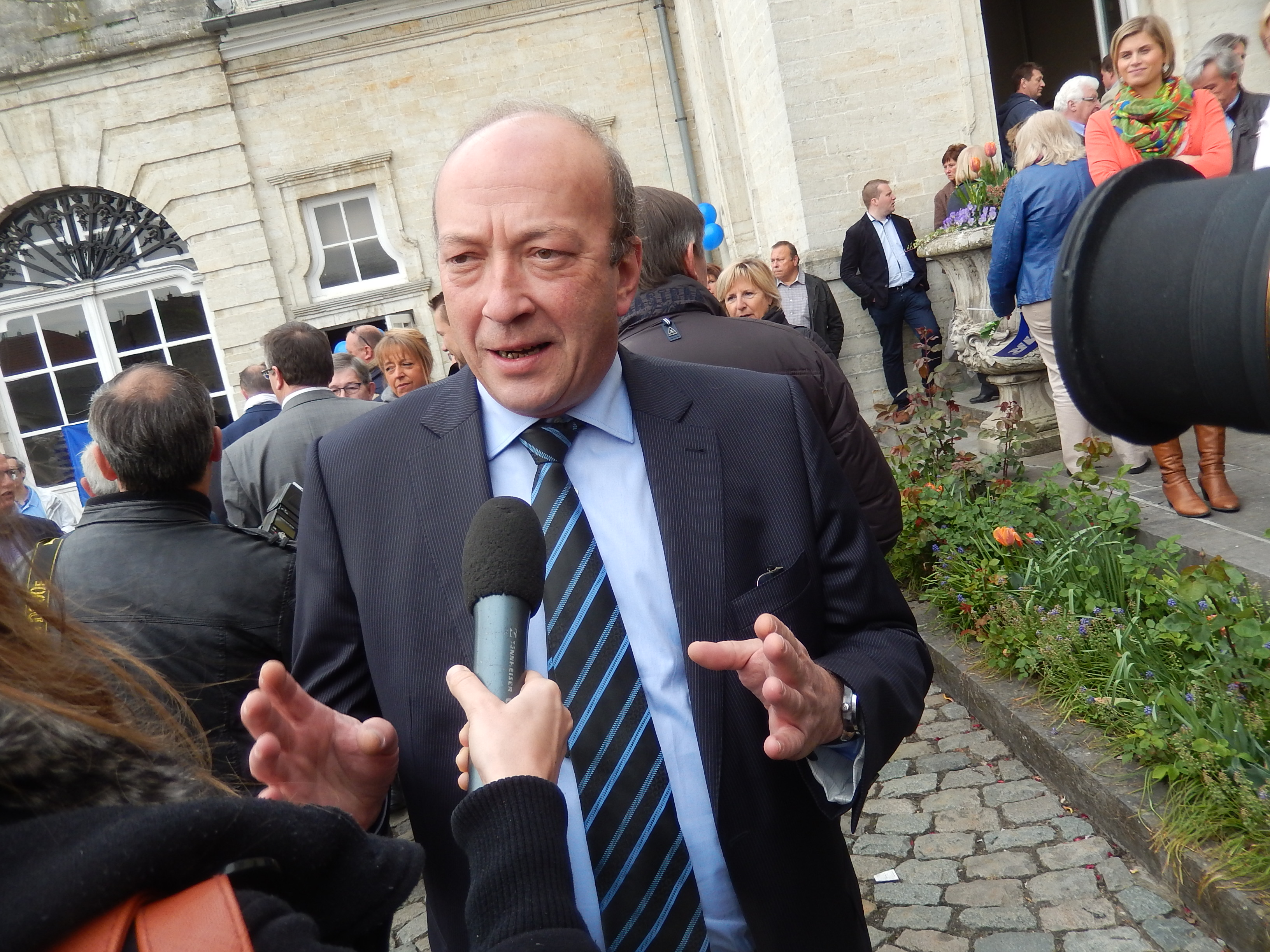
Jean-Paul Wahl lors du 1er mai 2015 du MR, à Jodoigne.

Il est député régional et communautaire de 1995 à 2004 et depuis 2006. Les toutes premières élections pour le Parlement wallon se déroulent le 21 mai 1995. Candidat dans l'arrondissement de Nivelles (qui correspond au Brabant wallon) sur la liste du PRL, Jean-Paul Wahl est d'emblée élu député régional. En plus de Namur, il siégera également au Parlement de la Communauté française, installé à Bruxelles.  En juin 1999, il est réélu au Parlement wallon. À la Communauté française, il devient même chef du groupe libéral jusqu'en 2004. À noter qu'en tant que représentant du Parlement wallon, Jean-Paul Wahl a joué un rôle actif au sein de la Conférence intergouvernementale et interparlementaire pour le renouveau institutionnel, qui, en 2001, aboutira aux importants accords de la Saint-Polycarpe.  Premier suppléant sur la liste du MR (le nouveau nom de la fédération PRL-FDF-MCC), Jean-Paul Wahl n'est pas élu directement lors des élections régionales 2004. Il retrouve cependant son siège de député en 2006 lorsque Pierre Boucher quitte le sien pour redevenir député permanent de la Province du Brabant wallon.
Jean-Paul Wahl est réélu sans difficulté lors des scrutins de 2009 et 2014. Petite particularité : en raison du décret « décumul » voté au Parlement wallon, il doit choisir entre son mandat de député et celui de bourgmestre. Optant pour le premier, il laisse les rênes de la Ville à Jean-Luc Meurice, devenu subséquemment bourgmestre faisant fonction. En juillet 2017, à la suite du changement de majorité à la Région wallonne, il est choisi par le MR pour devenir chef de groupe au Parlement wallon.
Il est réélu le 26 mai 2019 avant d'être maintenu dans ses fonctions de chef de groupe au Parlement wallon. Il continue également de siéger au Parlement de la Fédération Wallonie-Bruxelles.
Après la victoire du Mouvement réformateur lors des élections de 2024, il est brièvement président du Parlement wallon et du Parlement de la communauté française du 25 juin 2024 au 15 juillet 2024 "en sa qualité de membre ayant la plus grande ancienneté au sein de l'assemblée". Dans le cadre de l'accord de gouvernement passé entre le MR et Les Engagés, Willy Borsus le remplace à la présidence du Parlement wallon et Benoît Dispa à celui de la Communauté française.

### Sénat

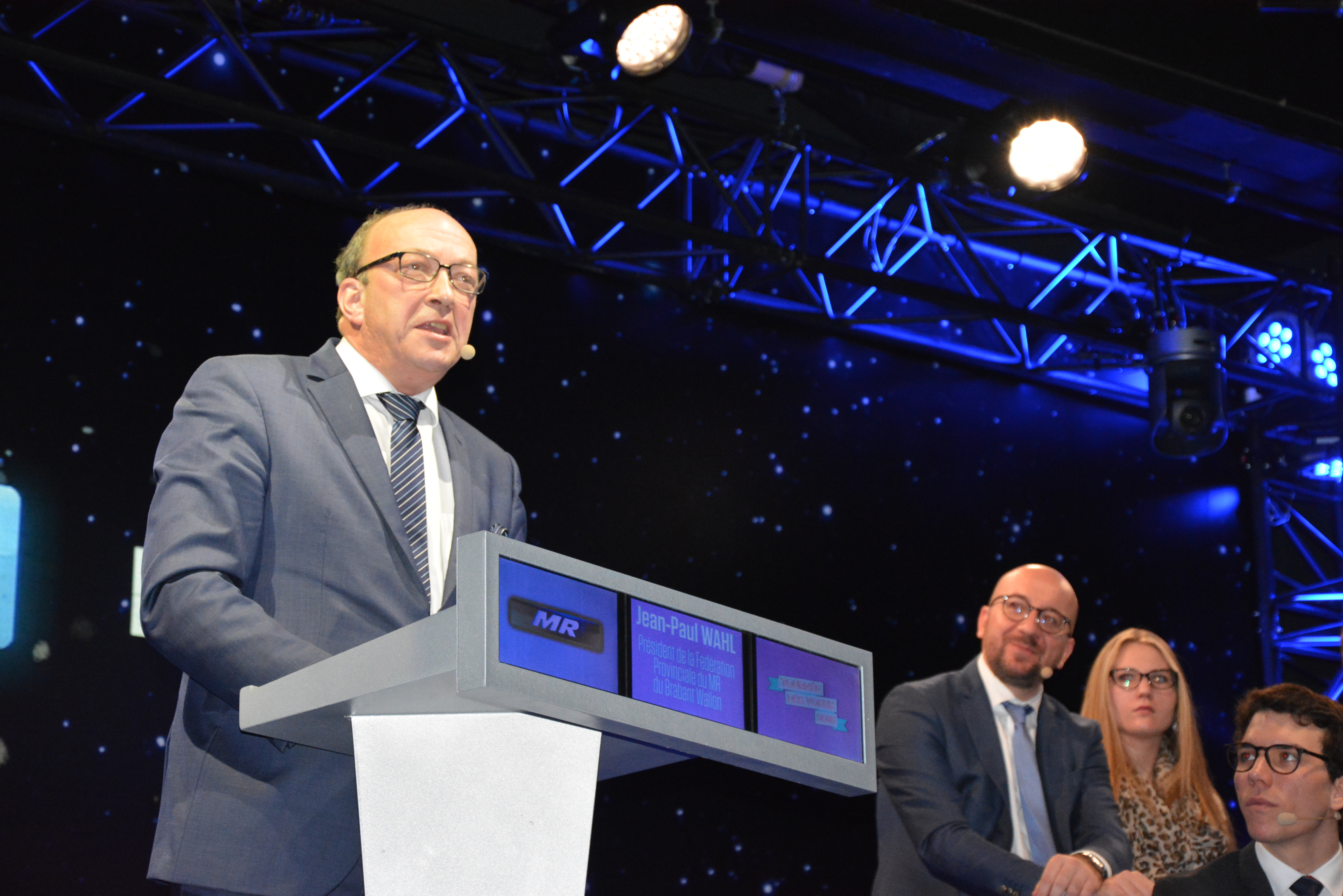
Jean-Paul Wahl lors des vœux 2016 du MR Brabant wallon.

À la suite de la sixième réforme de l'État, le Sénat est devenu depuis les élections fédérales de 2014, une chambre des entités fédérées, un véritable espace de dialogue entre celles-ci. Ce sont dès lors les différents parlements régionaux et communautaires qui choisissent 50 de ses 60 membres (les 10 autres sont cooptés). Jean-Paul Wahl est, pour sa part, désigné par le Parlement wallon en 2014. À la suite de l'accession de Christine Defraigne au poste de Présidente du Sénat, il est élu chef du groupe MR, fonction qu'il a cédée à Anne Barzin en juillet 2017 (tout en demeurant Sénateur) à la suite de sa désignation comme chef de groupe MR au Parlement wallon. En collaboration avec son homologue de l'Open VLD Jean-Jacques De Gucht, il a notamment proposé (et obtenu) la création d'une commission supplémentaire consacrée au Radicalisme qui avait livré ses conclusions en juin 2016.
A nouveau désigné sénateur par le Parlement de Wallonie à la suite des élections régionales du 26 mai 2019, Jean-Paul Wahl est d'emblée choisi, de par son ancienneté parlementaire, pour occuper la présidence par intérim du Sénat le 4 juillet 2019, au début de la législature 2019-2024. Cela avant d'être remplacé par Sabine Laruelle à la suite de l'élection de cette dernière, le 18 juillet 2019. Il est de nouveau désigné par le Parlement de la Communauté française pour un troisième mandat de sénateur pour la législature 2024-2029.

### Autres mandats
Jean-Paul Wahl est devenu en 2004 le président de la fédération MR du Brabant wallon.  Depuis 2009, il est également chargé de mission Europe pour l'Assemblée Parlementaire de la Francophonie (APF), dont le rôle est double : être l'assemblée consultative de la Francophonie institutionnelle mais aussi le relais entre les instances de la Francophonie et les populations concernées.

## Décoration
- Commandeur de l'ordre de Léopold (2024)[9].